# Pauline Coatanea
Pauline Coatanea (* 6. Juli 1993 in Saint-Renan, Frankreich) ist eine französische Handballspielerin, die dem Kader der französischen Nationalmannschaft angehörte.

## Karriere

### Im Verein
Coatanea begann das Handballspielen im Alter von acht Jahren beim französischen Verein Locmaria Handball. Dort spielte sie mit Maud-Éva Copy in einer Jugendmannschaft. Als Nächstes lief die Linkshänderin für Arvor 29 auf. Bei Arvor 29 bestritt die Außenspielerin zwischen 2010 und 2012 insgesamt sechs Erstligapartien, in denen ihr zwei Treffer gelangen.
Coatanea wechselte zur Saison 2012/13 zum französischen Zweitligisten Nantes Loire Atlantique Handball. 2013 feierte sie mit Nantes die Zweitligameisterschaft, wodurch der Verein erstmals in die höchste französische Spielklasse aufstieg. Nachdem Coatanea bei der ersten Europapokalteilnahme mit Nantes in der Spielzeit 2015/16 in der 3. Runde ausgeschieden war, trug sie in der folgenden Spielzeit mit 53 Treffern dazu bei, dass Nantes bis ins Viertelfinale vorstieß. Coatanea war in der Saison 2016/17 Mannschaftskapitänin von Nantes Loire Atlantique Handball. Anschließend wechselte sie zu Brest Bretagne Handball, dem Nachfolgeverein von Arvor 29. Mit Brest gewann sie 2018 und 2021 den französischen Pokal sowie 2021 die französische Meisterschaft.

### In der Nationalmannschaft
Pauline Coatanea belegte mit der französischen Juniorinnennationalmannschaft den zehnten Platz bei der U-19-Europameisterschaft 2011. Im Turnierverlauf erzielte sie 29 Treffer. Im darauffolgenden Jahr wurde sie Vizeweltmeisterin bei der U-20-Weltmeisterschaft. Am Turnierende wurde sie in das All-Star-Team gewählt.
Coatanea bestritt am 16. März 2017 ihr Debüt für die französische Nationalmannschaft. Mit der französischen Auswahl gewann sie den Titel bei der Europameisterschaft 2018. Im Finale gegen Russland warf sie ein Tor. Ein Jahr später belegte sie mit Frankreich den 13. Platz bei der Weltmeisterschaft 2019. 2020 stand Coatanea erneut im Finale der Europameisterschaft, das Frankreich diesmal verlor. Mit der französischen Auswahl gewann sie die Goldmedaille bei den Olympischen Spielen in Tokio. Coatanea erzielte im Turnierverlauf insgesamt 20 Treffer.